# Pendjwa
 (janvier 2020).
Pendjwa est un secteur du territoire de Kiri, district de Mai-ndombe, province de Bandundu en République démocratique du Congo.
Ce secteur est situé au Nord du Mai-Ndombe faisant frontière avec la Province de l'Équateur.
Le secteur de Pendjwa est constitué de 5 groupements :
1. Besongo-Waya
2. Bolombi
3. Lioko
4. Liombo
5. Waya

Pendjwa est situé en pleine forêt équatoriale et la population, constituée des Batwa et Baoto, vit essentiellement de l'agriculture, de la pêche et de la chasse.
Du point de vue religieux, Pendjwa est dans le Diocèse d'Inongo et a une paroisse au nom de Saint Étienne. Cette paroisse jadis était sous la direction des CICM (missionnaires de Scheut)depuis l'évangélisation de la région. Après le départ des missionnaires de CICM, la paroisse a été confiée aux abbés diocésains qui y sont présentement pour leur service apostolique en vue de sauver des âmes. Pendjwa est doté d'un Hôpital de grande rénommée il y a quelques années, mais actuellement, avec le départ des missionnaires de cicm et des religieuses missionnaires de l'enfant Jésus, l'hôpital a perdu ses qualités de jadis et n'a plus les médicaments pour les soins appropriés. Pendjwa vous est hospitalier.